# Nanjiao (socken i Kina, Zhejiang)
Nanjiao (kinesiska: 南郊, 南郊乡) är en socken i Kina. Den ligger i provinsen Zhejiang, i den östra delen av landet, omkring 250 kilometer söder om provinshuvudstaden Hangzhou. Antalet invånare är 81937. Befolkningen består av 35 875 kvinnor och 46 062 män. Barn under 15 år utgör 10,0 %, vuxna 15-64 år 86 %, och äldre över 65 år 2,0 %.
Genomsnittlig årsnederbörd är 2 185 millimeter. Den regnigaste månaden är juni, med i genomsnitt 294 mm nederbörd, och den torraste är januari, med 75 mm nederbörd.